# The Also-Rans
The Also-Rans è un cortometraggio muto del 1914 diretto da Hay Plumb.

## Trama
I nipoti si presentano dopo essere stati convocati dalla zia malata ma solo per scoprire che questa si è sposata con il medico.

## Produzione
Il film fu prodotto dalla Hepworth.

## Distribuzione
Distribuito dalla Hepworth, il film - un cortometraggio di 229 metri - uscì nelle sale cinematografiche britanniche nel luglio 1914.
Fu distrutto nel 1924 dallo stesso produttore, Cecil M. Hepworth. Fallito, in gravissime difficoltà finanziarie, Hepworth pensò in questo modo di poter almeno recuperare il nitrato d'argento della pellicola.